# EuroHockey Club Champions Cup 1979 (Herren, Feld)
Der sechste offizielle von der European Hockey Federation ausgetragene EuroHockey Club Champions Cup der Herren im Hockey fand im Mai 1979 im niederländischen Den Haag statt. Es nahmen zwölf Clubs aus elf Ländern teil. Der Gastgeber HC Klein Zwitserland gewann das Turnier erstmals.

## Vorrunde
Gruppe A

Edinburgh HC - Southgate HC 1:0
Lech Poznań - Edinburgh HC 1:4
Southgate HC - Lech Poznań 6:1
| Pos. | Verein       | Tore | Punkte |
| ---- | ------------ | ---- | ------ |
| 1.   | Edinburgh HC | 5:1  | 4      |
| 2.   | Southgate HC | 6:2  | 2      |
| 3.   | Lech Poznań  | 2:10 | 0      |

Gruppe B

Rüsselsheimer RK - Slavia Prag 2:0
Basler HC - Rüsselsheimer RK 0:5
Slavia Prag - Basler HC 5:3
| Pos. | Verein           | Tore | Punkte |
| ---- | ---------------- | ---- | ------ |
| 1.   | Rüsselsheimer RK | 7:0  | 4      |
| 2.   | Slavia Prag      | 5:5  | 2      |
| 3.   | Basler HC        | 3:10 | 0      |

Gruppe C

Guildford HC - Stade Français 2:1
HC Klein Zwitserland - Guildford HC 3:1
Stade Français - HC Klein Zwitserland 1:5
| Pos. | Verein               | Tore | Punkte |
| ---- | -------------------- | ---- | ------ |
| 1.   | HC Klein Zwitserland | 8:2  | 4      |
| 2.   | Guildford HC         | 3:4  | 2      |
| 3.   | Stade Français       | 2:7  | 0      |

Gruppe D

Dinamo Alma-Ata - Club de Polo Barcelona 0:1
Royal Uccle Sport - Dinamo Alma-Ata 5:0
Club de Polo Barcelona - Royal Uccle Sport 2:0
| Pos. | Verein                 | Tore | Punkte |
| ---- | ---------------------- | ---- | ------ |
| 1.   | Club de Polo Barcelona | 3:0  | 4      |
| 2.   | Royal Uccle Sport      | 5:2  | 2      |
| 3.   | Dinamo Alma-Ata        | 0:6  | 0      |

## Platzierungsspiele
Stade Français - Lech Poznań 2:1
Dinamo Alma-Ata - Basler HC 3:0
Spiel um Platz 11
Basler HC - Lech Poznań 2:0
Spiel um Platz 9
Dinamo Alma-Ata - Stade Français 5:2

Slavia Prag - Royal Uccle Sport 2:1
Southgate HC - Guildford HC 4:0
Spiel um Platz 7
Royal Uccle Sport - Guildford HC 0:0 (4:2 n. 7 m)
Spiel um Platz 5
Southgate HC -Slavia Prag 3:1

Halbfinale
HC Kleinzwitserland - Edinborough HC 6:0
Real Club de Polo de Barcelona - Rüsselsheimer RK 1:1 (5:3 n. 7 m)
Spiel um Platz 3
Rüsselsheimer RK - Edinborough HC 5:1
Finale
HC Klein Zwitserland - Real Club de Polo de Barcelona 2:1

## Quelle
Deutsche Hockey Zeitung Mai 1979